# Rengma
La tribu Rengma (61 000 habitants) est une tribu de Nagaland (51 000) et d'Assam en Inde. 
Le Nagaland est divisé en sept districts administratifs. Le nom vient des Naga, ethnie locale répartie entre seize groupes et trente tribus qui constituent 84 % de la population. C’est une ethnie de type mongoloïde qui parlent des langues tibéto-birmanes. Les Nagas étaient des chasseurs-cueilleurs et se consacraient aux activités traditionnelles des peuples premiers (chasse, cueillette, agriculture vivrière). Les guerres tribales étaient fréquentes et les Nagas étaient coupeurs de têtes. Chaque tribu, chaque clan vivait isolément et avait ses propres traditions animistes. 
Les Britanniques mirent fin à la pratique de la coupe de têtes et aux guerres tribales. Les Nagas furent évangélisés par des missionnaires baptistes venus d'Amérique. La conversion au christianisme (maintenant 90 % des habitants à Nagaland sont chrétiens), l'alphabétisation, l'initiation à l'anglais furent les causes de changements culturels considérables, et de la perte irrémédiable des traditions ancestrales.

## Culture
La peinture sur tissu avec un bout de bambou est une tradition qui reste chez les Rengmas, qui pratiquent (par des hommes âgées) cet art fortement qualifié de la peinture sur des vêtements. La peinture est une mélange de la sève d’un arbre, la cendre des feuilles et de la bière très fort. Les tribus Lotha (548 000 habitants) et Ao (232 000 habitants) pratiquent également cet art.